# Empress (Schiff)
Die Empress ist ein Kreuzfahrtschiff der indischen Reederei Cordelia Cruises. Es wurde 1990 als Nordic Empress für Royal Caribbean International in Dienst gestellt. Nachdem es zwischenzeitlich ab 2008 ebenfalls als Empress für Pullmantur Cruises in Fahrt gewesen war, wurde von 2016 bis 2020 wieder von Royal Caribbean International eingesetzt.

## Geschichte

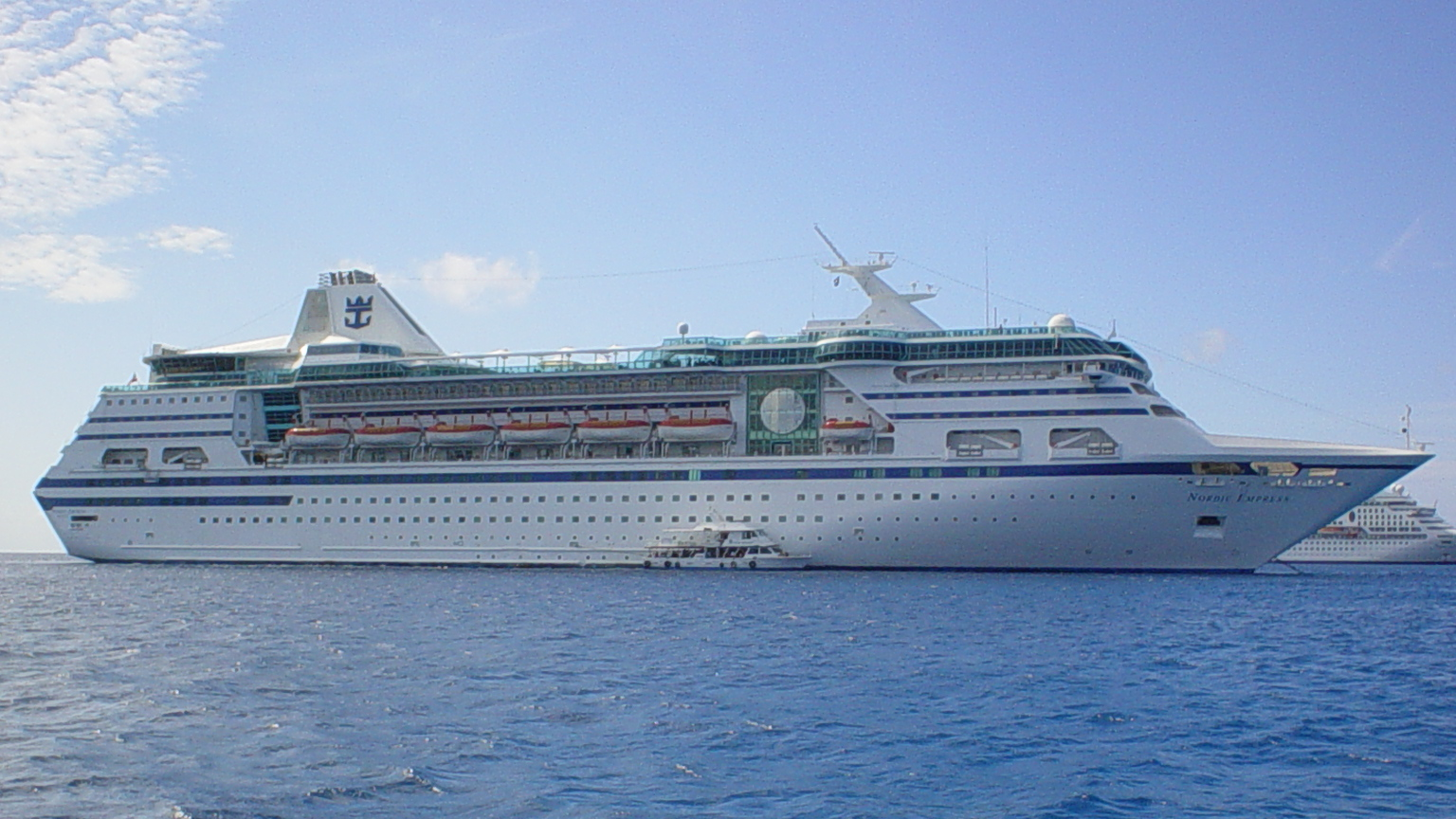
Als Nordic Empress vor den Cayman Islands, März 2004

Als Empress für Pullmantur in Tallinn, Juni 2013

Das Schiff wurde  von Admiral Cruises bestellt und sollte als Future Seas in Dienst gestellt werden. Die Nordic Empress wurde unter der Baunummer G29 bei Chantiers de l’Atlantique in Saint-Nazaire gebaut und am 25. August 1989 vom Stapel gelassen. Taufpatin des Schiffes war Gloria Estefan. Nach der Übernahme des Schiffes durch Royal Caribbean, die Admiral Cruises 1988 übernommen hatte, am 31. Mai 1990, wurde die Nordic Empress am 25. Juni 1990 für Kreuzfahrten von Miami in die Karibik in Dienst gestellt. Ab 1999 war das Schiff außerdem zwischen New York und den Bahamas im Einsatz.
Von 2003 bis Mai 2004 wurde die Nordic Empress modernisiert und in Empress of the Seas umbenannt. Hierbei erhielt das Schiff neue Restaurants, neue Fenster eingebaut, zusätzliche Kabinen, größere Gästebereiche, ein Atrium, neue Pools sowie mehr Platz für den Gästekomfort. Sie war damit das letzte Schiff der Reederei, das noch keinen of the Seas im Namen getragen hatte.
Nach weiteren vier Jahren im Dienst der Reederei ging die Empress of the Seas im März 2008 als Empress an die, wie auch Royal Caribbean International, ebenfalls zu Royal Caribbean Cruises gehörende Reederei Pullmantur Cruises. Fortan wurde das Schiff für Kreuzfahrten im Mittelmeer eingesetzt.
Im November 2012 erhielt die Empress als erste Einheit von Pullmantur eine neue Rumpfbemalung. Das bislang komplett in Weiß gehaltene Schiff mit rotem Schornstein erhielt dadurch einen blauen Rumpf und Schornstein sowie das neue Firmenlogo der Reederei.
Im Oktober 2015 wurde die Rückkehr der Empress in den Dienst für Royal Caribbean bekanntgegeben. Im Frühjahr 2016 wurde das Schiff wieder in Empress of the Seas umbenannt und komplett modernisiert. Die ursprünglich für den 30. März 2016 geplante erste Fahrt musste wegen Verzögerungen beim Umbau zuerst auf den 25. April und schließlich auf den 28. Mai 2016 verschoben werden. Fortan war die Empress of the Seas als ältestes und kleinstes Schiff der Reederei in der Karibik im Einsatz.
Im Dezember 2020 verkaufte Royal Caribbean International das Schiff an die indische Reederei Cordelia Cruises. Es erhielt daraufhin wieder den Namen Empress. Cordelia Cruises gehört zu Waterways Leisure Tourism, einer Tochtergesellschaft der Dream Hotel Group. Das Schiff sollte ursprünglich im Mai 2021 den Dienst aufnehmen, hierzu kam es jedoch aufgrund der COVID-19-Pandemie nicht. Nach einem Umbau bei Dubai Drydocks ab dem 23. August 2021 startete das Schiff schließlich am 22. September 2021 von Mumbai aus zur ersten Kreuzfahrt. Das Schiff wird zwischen Südindien, den Malediven und Sri Lanka eingesetzt.